# Jak to vidí Liz?
Jak to vidí Liz? (v anglickém originále My Life as Liz) je fiktivně-dokumentární americký komediální televizní seriál sledující život Liz Lee, studentky posledního ročníku na střední škole v malém městečku v Texasu. Seriál debutoval na MTV 18. ledna 2010.
Poslední díl první série byl odvysílán 8. března 2010. Natáčení druhé série probíhalo v New Yorku, konkrétně na umělecké škole Pratt Institute, což je škola, kterou herečka Liz Lee navštěvuje. 2. série má 12 epizod a měla premiéru 8. února 2011 v 11:00 hodin.